# 瓦兹河畔博蒙
瓦兹河畔博蒙（法語：Beaumont-sur-Oise，法語發音：[bomɔ̃ syʁ waz] ⓘ）是法国法兰西岛大区瓦兹河谷省的一个市镇，位于该省北部偏东，属于蓬图瓦兹区。

## 地理
瓦兹河畔博蒙（49°8'33"N, 2°17'11"E）面积5.6 平方千米，位于法国法蘭西島大區瓦兹河谷省，该省份为法国北部内陆省份，北起瓦兹省，西接厄尔省，南至塞纳-圣但尼省、上塞纳省和伊夫林省，东临塞纳-马恩省。
与瓦兹河畔博蒙接壤的市镇（或旧市镇、城区）包括：佩尔桑、瓦兹河畔贝尔讷、瓦兹河畔布吕耶尔、穆尔、努万泰勒、瓦兹河畔努瓦西、普雷勒。

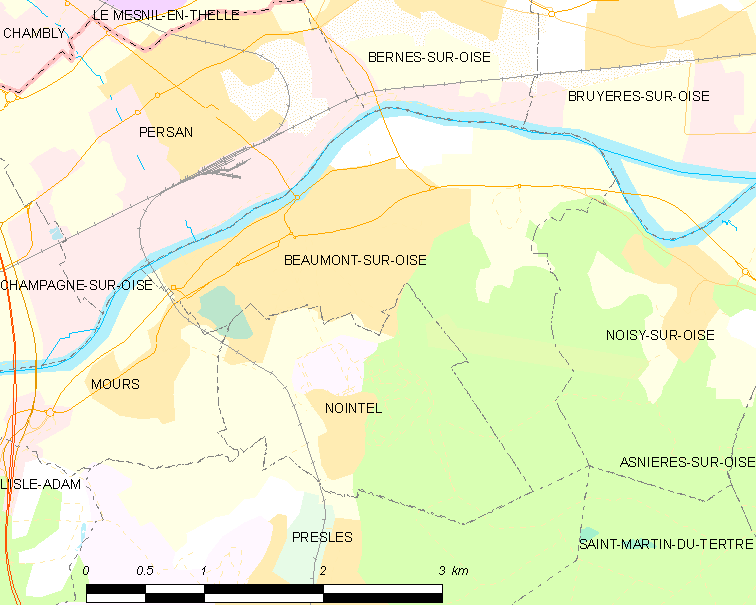
瓦兹河畔博蒙的OSM定位图

瓦兹河畔博蒙的时区为UTC+01:00、UTC+02:00（夏令时）。

## 行政
瓦兹河畔博蒙的邮政编码为95260，INSEE市镇编码为95052。

## 政治
瓦兹河畔博蒙所属的省级选区为利勒亚当县。

## 人口

1962-2008年间瓦兹河畔博蒙人口变化图示

瓦兹河畔博蒙于2022年1月1日时的人口数量为9931人。